# Macclesfield Town F.C.
Macclesfield Football Club var en engelsk fodboldklub fra Macclesfield ved Manchester.
I mange år lå klubben i de lavere rækker, men i slutningen af 70'erne lykkedes det at komme i National Conference League, hvor klubben lå det næste årti. Det var, da den tidligere Manchester United-spiller Sammy McIlroy tog over i 1993, at tingene tog fart. I 1997 rykkede klubben op i 3. division (nu Football League Two) (klubben havde allerede vundet Conference League i 1995, men blev nægtet oprykning, fordi Moss Rose ikke havde tilskuerpladser nok). Sæsonen efter rykkede klubben, som sagt op i 2. division, men måtte året efter ned igen. McIlroy forlod samtidig klubben for at blive landstræner for Nordirland. Siden har klubben ligget i League Two.
Macclesfield-spilleren Chris Priest scorede forrige årtusindes sidste mål.
De største profiler i klubben har været managerne Sammy McIlroy og den tidligere engelske landsholdsspiller Paul Ince. Den nuværende manager er Ian Brightwell.
Klubben blev opløst efter en kendelse fra High Court den 16. september 2020, og klubben blev i første omgang suspenderet og derefter ekskluderet fra National League med virkning fra den 12. oktober 2020. I oktober 2020 købte den lokale forretningsmand Robert Smethurst aktiverne i Macclesfield Town og etablerede Macclesfield F.C., som han optog i North West Counties Football League i sæsonen 2021-22.